# Пеперомія
Пеперомія (Peperomia) — рід багаторічних вічнозелених трав'янистих рослин родини перцевих (Piperaceae) з великою різноманітністю видів. Деякі з них цінуються як декоративні і представлені в колекціях ботанічних садів.

Поширена в тропічних районах Азії та Америки, де вона росте на деревах, на гниючих стовбурах, в тіні, під наметом лісу, на пухких торф'яних ґрунтах та іноді на скелях.
Види:
- Пеперомія чотирилиста